# Coeliodes ruber
Coeliodes ruber är en skalbaggsart som först beskrevs av Thomas Marsham 1802.  Coeliodes ruber ingår i släktet Coeliodes, och familjen vivlar. Arten är reproducerande i Sverige.